# Campagnol basque
Microtus lusitanicus
Espèce
Statut de conservation UICN

 LC  : Préoccupation mineure
Le Campagnol basque  (Microtus lusitanicus) est une espèce de rongeurs de la famille des Cricétidés.

## Répartition
Cette espèce est présente dans le sud-ouest de la France, dans le nord de l'Espagne et au Portugal.